# Into the Blue (Moby)
Into the Blue è un brano musicale del compositore statunitense di musica elettronica Moby, estratto come quarto singolo dal suo album in studio Everything Is Wrong e pubblicato nel 1995. È stato scritto a quattro mani da Richard Hall e Mimi Goese, che ha fornito anche la sua voce nel pezzo e anche nella traccia di chiusura dell'album da cui proviene, When It's Cold I'd Like to Die. Ha raggiunto la posizione numero 34 nella Official Singles Chart.
Into the Blue è un brano lento e malinconico, in netto contrasto con i precedenti singoli. Il testo parla della solitudine e del desiderio di sfuggirle, volando via in un posto migliore e felice.
È stato girato un videoclip del pezzo, diretto da Dani Jacobs, in cui si vede Moby vestito di azzurro che nuota in un cubo di vetro riempito d'acqua (un riferimento alla copertina di Everything Is Wrong) posto in una stanza completamente blu, compreso il mobilio, in cui è presente Mimi Goese che canta. Le scena è alternata con la visione dei due che, con indumenti neri come da funerale, girano tristi per una città.

## Tracce
CDMUTE179 (UK)
1. Into the Blue (Beatmasters Mix) – 4:10
2. Shining – 4:49
3. Into the Blue (Summer Night Mix) (remixato da Moby) – 7:20
4. Into the Blue (Into the Blues Mix) – 5:38

LCDMUTE179 (UK)
1. Into the Blue (Voodoo Child Mix) – 6:14
2. Into the Blue (Spiritual Mix) – 8:59
3. Into the Blue (Simple Mix) – 6:13
4. Into the Blue (Uplifting 4 Beat Mix) – 5:49
5. Into the Blue (Summer Wind Mix) – 4:52
6. Into the Blue (The Buzz Boys Main Room Mayhem Mix) – 7:45

## Formazione
- Moby: compositore, esecutore di tutti gli strumenti, ingegnere del suono e produttore.
- Mimi Goese: compositrice, cantante.